# Profamilia
La Asociación Probienestar de la Familia Colombiana o Profamilia es una organización privada sin ánimo de lucro que promueve el respeto y el ejercicio de los derechos sexuales y reproductivos en Colombia, además de proveer servicios de salud reproductivos.

## Historia
La organización es fundada en 1965 en Bogotá bajo el nombre de Asociación Pro Bienestar de la Familia Colombiana, como entidad privada, sin ánimo de lucro. Su fundador es el doctor Fernando Tamayo Ogliastri, médico ginecólogo. Hacia 1967 Profamilia se afilia a la Federación Internacional de Planificación Familiar, organización no gubernamental de ámbito mundial que tiene como objetivos generales la promoción de la salud reproductiva y la salud sexual.
Durante sus primeros años la fundación contó con el apoyo de figuras como Alberto Lleras y de Virgilio Barco, quiénes eran allegados de su fundador.
A través de los años Profamilia ha sido responsable por varios innovaciones en el ámbito de la salud reproductiva en Colombia. En 1969 se realiza  por primera vez en Latinoamérica una emisión radial promoviendo la planificación familiar. En 1971 la primera vasectomía en Colombia con la puesta en marcha del programa de vasectomía y la distribución de anticonceptivos en áreas rurales, y en 1973 se llevan a cabo las primeras ligaduras de trompas por laparoscopia en el país.
Aunque en un principio Profamilia se centraba en la disponibilidad de servicios reproductivos para la mujer, su ámbito fue expandiéndose durante la década de 1980. En 1985 Profamilia expande sus servicios y da inicio al Programa de Clínicas para el Hombre y en 1986 comienza a prestar servicios legales con la inauguración del programa de Consultoría Jurídica Familiar, con la función de dar asesoría en materia legal para temas relacionados con la familia.
En el año 2000 la organización incorpora servicio relacionados al tema de la orientación sexual y en 2011 a raíz de la sentencia C-355 del 2006 de la Corte Constitucional, que despenalizó el aborto en tres circunstancias, comienza a brindar servicios de interrupción del embarazo.

## Galardones
En 1988 Profamilia recibe el Premio de Población de las Naciones Unidas.
1990 el Dr. Fernando Tamayo Ogliastri, fundador y presidente de Profamilia, es condecorado con la Cruz de Boyacá.
En 2003 en el día internacional de la mujer, la Alcaldía Mayor de Bogotá le concede a Profamilia la Orden Civil al Mérito Ciudad de Bogotá en el Grado de Gran Oficial.